# مجزرة تشانغجياو
مجزرة تشانغجياو (بالصينية المبسطة: 厂窖惨案؛ بالصينية التقليدية: 廠窖慘案) كانت مجزرة ارتكبتها قوات الجيش الياباني الاستكشافي في الصين بحق المدنيين الصينيين في تشانغجياو، بمقاطعة هونان.
كان الجنرال شونروكو هاتا هو القائد العسكري الياباني المسؤول عن القوات. وعلى مدى أربعة أيام، من 9 إلى 12 مايو 1943، قُتل أكثر من 30,000 مدني صيني.